# Камара, Абубакар (гвинейский футболист)
Абубакар Камара (фр. Aboubacar Camara; род. 3 ноября 1988, Конакри) — гвинейский футболист, полузащитник клуба «Сундбюберг», выступающего в четвёртой по уровню шведской лиге. Обладатель Кубка Белоруссии 2008 года.

## Карьера
Абубакар Камара начал играть в своём родном Конакри и два года выступал за молодёжный состав клуба «Хафия», а затем за команду университета Конакри.
6 апреля 2008 года Камара дебютировал в составе клуба МТЗ-РИПО (Минск) в матче Высшей лиги чемпионата Белоруссии против брестского «Динамо». Он вышел на замену и ещё до конца матча отметился первой голевой передачей в белорусском первенстве. Уже 30 апреля он забил первый гол в полуфинальном матче Кубка Белоруссии против БАТЭ. Свой первый гол в белорусской лиге он забил в том же сезоне, в матче 26 июля против брестского «Динамо».
До конца сезона Камара провёл в МТЗ-РИПО 14 матчей национального первенства, бо́льшую часть из них — в стартовом составе, и завоевал с командой Кубок Белоруссии и бронзовые медали чемпионата страны. В следующие годы он оставался игроком основного состава, в том числе сыграв за МТЗ-РИПО три игры в Лиге Европы сезона 2009/10. Однако в 2010 году команда (получившая новое название «Партизан») неудачно сыграла в чемпионате Белоруссии и вылетела в Первую лигу. Тем не менее Камара остался в её составе и с начала регулярного сезона 2011 года забил три мяча. В 2011 году он регулярно входил в тройку лучших игроков клуба по итогам голосования болельщиков, а в августе стал в этом голосовании первым. В марте 2012 года Камара после распада «Партизана» перешёл в ФК «Минск», с начала 2013 года выступал за клуб тунисской первой лиги «Митлави».